# Jean Romaric Kevin Koffi
Jean Romaric Kevin Koffi (Aboisso, 25 juni 1986) is een Ivoriaanse betaald voetballer die uitkomt voor SV Elversberg. Hij speelt als aanvaller.
Koffi begon zijn carrière bij Modena FC. Nadien speelde hij nog voor Virtus Castelfranco alvorens terug te keren naar Modena. Na een kort intermezzo bij US Sanremese kreeg hij eind 2010 kreeg hij een contract bij SSC Napoli aangeboden. Deze club verhuurde hem meteen aan US Siracusa. Een half jaar later werd hij overgenomen door AS Roma dat hem in het seizoen 2011-12 uitleende aan de Belgische tweedeklasser Boussu Dour. Na dit seizoen werd hij door deze club definitief aangeworven. 
Na twee doelpuntrijke seizoenen bij Boussu Dour wekte hij interesse van andere eerste- en tweedeklassers .Zo stond hij dicht bij een voergang naar Waasland-Beveren. In januari 2014 zag Boussu Dour zich wegens financiële zorgen genoodzaakt Koffi te verkopen. Zijn nieuwe club werd KVC Westerlo waarmee hij in 2013-14 de kampioenstitel in tweede klasse veroverde. 

## Statistieken[1]
| Seizoen | Club                | Wedstrijden | Goals | Competitie                 |
| ------- | ------------------- | ----------- | ----- | -------------------------- |
| 2004/05 | Virtus Castelfranco | 33          | 6     | Serie D                    |
| 2005/06 | Virtus Castelfranco | 31          | 7     | Serie D                    |
| 2006/07 | Virtus Castelfranco | 31          | 15    | Serie D                    |
| 2007/08 | Modena FC           | 18          | 3     | Serie B                    |
| 2008/09 | Modena FC           | 8           | 0     | Serie B                    |
| 2009/10 | Modena FC           | 3           | 0     | Serie B                    |
| 2010/11 | US Sanremese        | 5           | 0     | Lega Pro Seconda Divisione |
| 2010/11 | SSC Napoli          | 0           | 0     | Serie A                    |
| 2010/11 | → US Siracusa       | 10          | 0     | Prima Divisione A          |
| 2011/12 | AS Roma             | 0           | 0     | Serie A                    |
| 2011/12 | → Boussu Dour       | 24          | 12    | Tweede Klasse              |
| 2012/13 | Boussu Dour         | 34          | 13    | Tweede Klasse              |
| 2013/14 | Boussu Dour         | 23          | 15    | Tweede Klasse              |
| 2013/14 | KVC Westerlo        | 10          | 6     | Tweede Klasse              |
| 2014/15 | KVC Westerlo        | 33          | 8     | Jupiler Pro League         |
| 2015/16 | KVC Westerlo        | 17          | 0     | Jupiler Pro League         |
| 2016/17 | White Star Brussel  | 22          | 13    | Eerste Klasse Amateurs     |
| 2017/18 | SV Elversberg       | 31          | 12    | Regionalliga Südwest       |
| 2018/19 | SV Elversberg       | 34          | 19    | Regionalliga Südwest       |
| 2019/20 | Waldhof Mannheim    | 27          | 1     | 3. Liga                    |
| Totaal  | Totaal              | 394         | 130   |                            |

1 Bolat ·
2 Ortakaya ·
3 Haidara ·
4 Fixelles ·
5 Bos ·
7 Sayyadmanesh ·
9 Frigan ·
10 Devine ·
11 Gümüşkaya ·
13 Sakamoto ·
15 Sydorchuk ·
17 Smekens ·
18 Yow ·
19 Slimani ·
20 Gillekens ·
22 Reynolds ·
23 Seigers ·
25 Rommens ·
30 Van Langendonck ·
32 Jordanov ·
33 Neustädter ·
34 Haspolat ·
36 Youlley ·
39 Van den Keybus ·
40 Bayram ·
44 Vušković ·
46 Piedfort ·
47 Mebude ·
49 Placias ·
60 De Boeck ·
77 Alcócer ·
99 Jungdal ·
Coach: Simons